# Bobô (ur. 1962)
Bobô, właśc. Raimundo Nonato Tavares da Silva (ur. 28 stycznia 1962 w Senhor do Bonfim) – brazylijski piłkarz i trener, występujący podczas kariery na pozycji pomocnika.

## Kariera klubowa
Karierę piłkarską Bobô rozpoczął w klubie Catuense Catu w 1981. W 1985 przeszedł do EC Bahia. W lidze brazylijskiej zadebiutował 31 sierpnia 1985 w wygranym 4-0 meczu z Rio Branco Cariacica. Był to niezwykle udany debiut, gdyż Bobô zdobył w tym meczu dwie bramki. Z Bahią zdobył mistrzostwo Brazylii w 1988 oraz trzykrotnie mistrzostwo stanu Bahia – Campeonato Baiano w 1986, 1987 i 1988.
W latach 1989–1990 występował w São Paulo FC. Z Sampą zdobył oraz mistrzostwo stanu São Paulo – Campeonato Paulista w 1989. W latach 1990–1992 Bobô występował w klubach z Rio - CR Flamengo i Fluminense FC. Z Flamengo zdobył Copa do Brasil w 1990.
W 1993 był zawodnikiem Corinthians Paulista, z którego przeszedł do SC Internacional, z którym zdobył mistrzostwo stanu Rio Grande do Sul – Campeonato Gaúcho w 1994. Ostatnim klubem w karierze Bobô była Bahia. W barwach Bahii 20 listopada 1996 w wygranym 3-2 meczu z CR Vasco da Gama Bobô wystąpił po raz ostatni w lidze brazylijskiej. Ogółem w latach 1986–1996 wystąpił w lidze w 165 meczach, w których strzelił 37 bramek.

## Kariera reprezentacyjna
W reprezentacji Brazylii Bobô zadebiutował 12 kwietnia 1989 w wygranym 2-0 towarzyskim meczu z reprezentacją Paragwaju. Ostatni raz w reprezentacji Bobô wystąpił 24 maja 1989 w zremisowanym 1-1 towarzyskim meczu z reprezentacją Peru.
| Mecze i gole w reprezentacji | Mecze i gole w reprezentacji | Mecze i gole w reprezentacji | Mecze i gole w reprezentacji | Mecze i gole w reprezentacji | Mecze i gole w reprezentacji | Mecze i gole w reprezentacji |
| #                            | Data                         | Miasto                       | Przeciwnik                   | Gol                          | Wynik                        | Rozgrywki                    |
| ---------------------------- | ---------------------------- | ---------------------------- | ---------------------------- | ---------------------------- | ---------------------------- | ---------------------------- |
| 1.                           | 12.04.1989                   | Teresina                     | Paragwaj                     |                              | 2:0                          | towarzyski                   |
| 2.                           | 10.05.1989                   | Fortaleza                    | Peru                         |                              | 4:0                          | towarzyski                   |
| 3.                           | 24.05.1989                   | Lima                         | Peru                         |                              | 1:1                          | towarzyski                   |

## Kariera trenerska
Po zakończeniu kariery piłkarskiej Bobô został trenerem. W latach 2002–2003 prowadził Bahię.